# Лурдьос-Ишер
Лурдьо́с-Ише́р (фр. Lourdios-Ichère) — коммуна во Франции, находится в регионе Аквитания. Департамент — Атлантические Пиренеи. Входит в состав кантона Олорон-Сент-Мари-1. Округ коммуны — Олорон-Сент-Мари.
Код INSEE коммуны — 64351.

## География

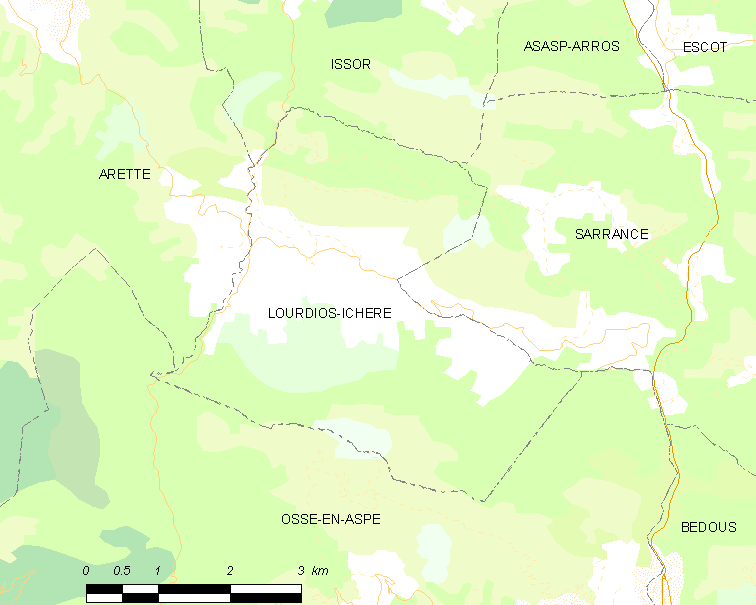
Карта коммуны

Коммуна расположена приблизительно в 690 км к югу от Парижа, в 200 км южнее Бордо, в 37 км к юго-западу от По.

### Климат
Климат тёплый океанический. Зима мягкая, средняя температура января — от +5°С до +13°С, температуры ниже −10 °C бывают редко. Снег выпадает около 15 дней в году с ноября по апрель. Максимальная температура летом порядка 20-30 °C, выше 35 °C бывает очень редко. Количество осадков высокое, порядка 1100 мм в год. Характерна безветренная погода, сильные ветры очень редки.

## Население
Население коммуны на 2010 год составляло 151 человек.
| 1962 | 1968 | 1975 | 1982 | 1990 | 1999 | 2010 |
| ---- | ---- | ---- | ---- | ---- | ---- | ---- |
| 205  | 184  | 172  | 158  | 175  | 150  | 151  |

## Администрация
| Период | Период | Фамилия     | Партия                                                                           | Примечания                                                                                    |
| ------ | ------ | ----------- | -------------------------------------------------------------------------------- | --------------------------------------------------------------------------------------------- |
| 1977   | 2017   | Жан Лассаль | Союз за французскую демократию → Демократическое движение→ Будем сопротивляться! | депутат Национального собрания (с 2002), депутат генерального совета департамента (1982—2015) |
| 2017   |        | Марта Кло   |                                                                                  | Заместитель мэра до 2017                                                                      |

## Экономика
В 2010 году среди 86 человек трудоспособного возраста (15-64 лет) 59 были экономически активными, 27 — неактивными (показатель активности — 68,6 %, в 1999 году было 73,0 %). Из 59 активных жителей работали 51 человек (28 мужчин и 23 женщины), безработных было 8 (5 мужчин и 3 женщины). Среди 27 неактивных 8 человек были учениками или студентами, 11 — пенсионерами, 8 были неактивными по другим причинам.

## Достопримечательности
- Церковь Св. Исидора (XVII век)

## Фотогалерея

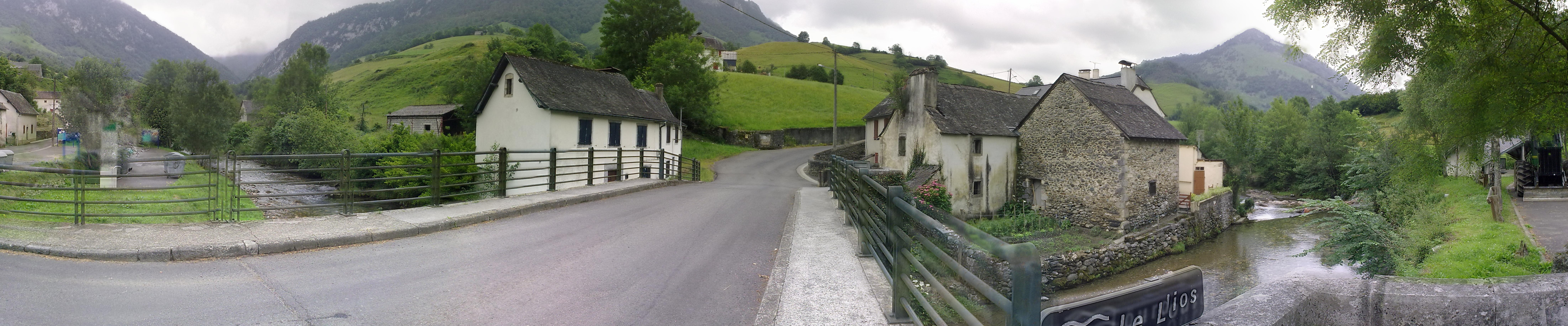
Лурдьос-Ишер (панорама)
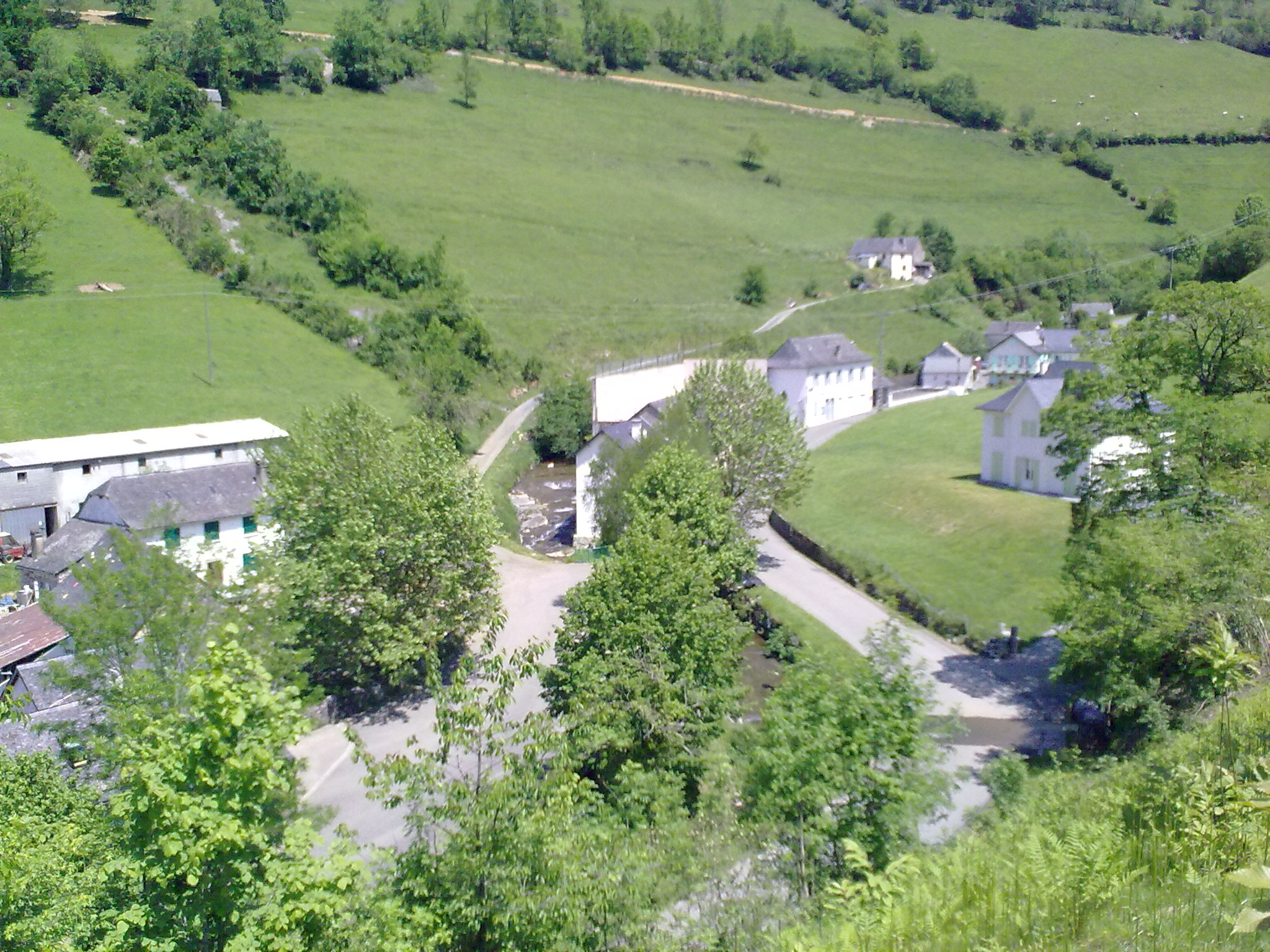
Лурдьос-Ишер
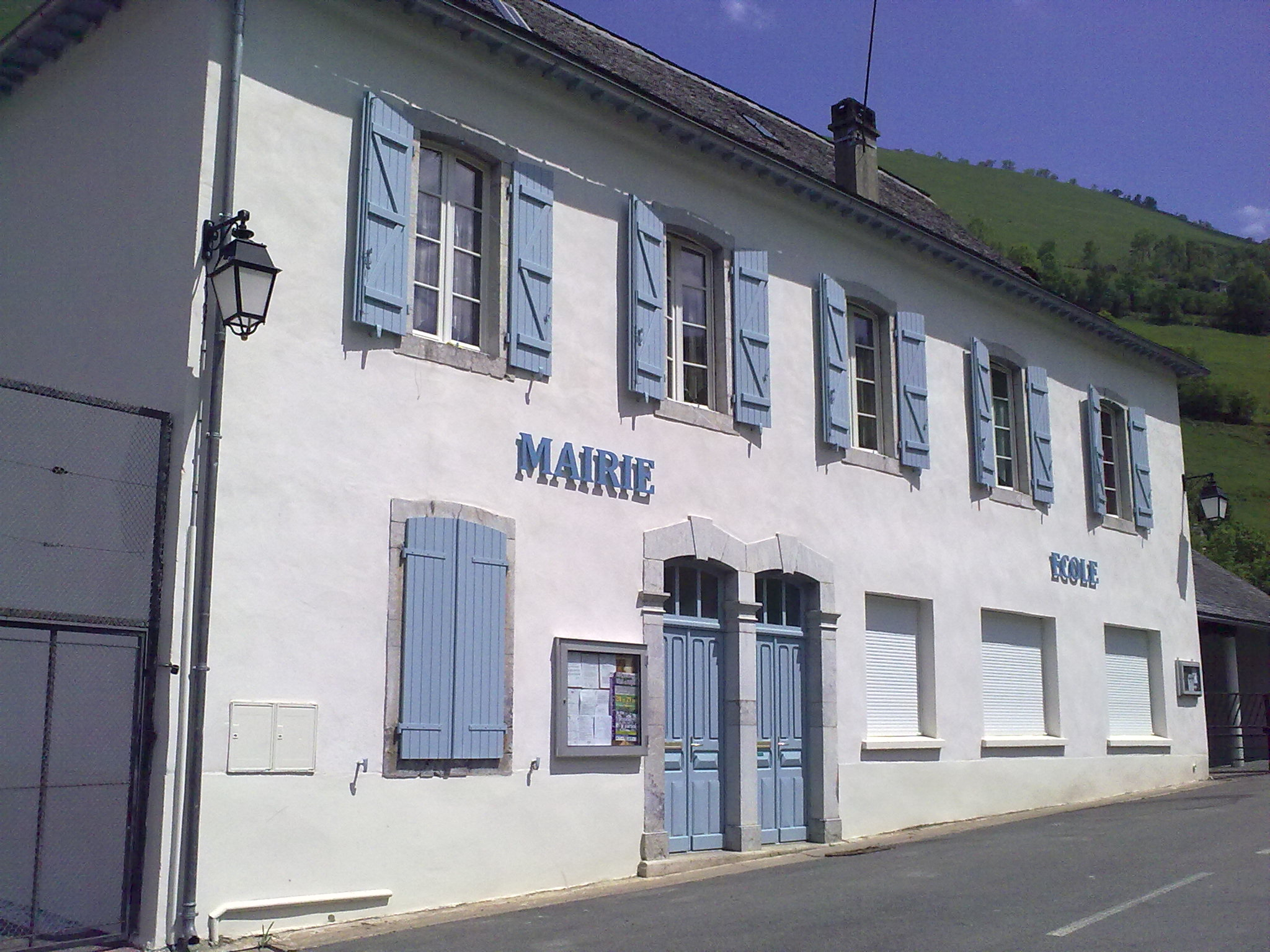
Мэрия и школа
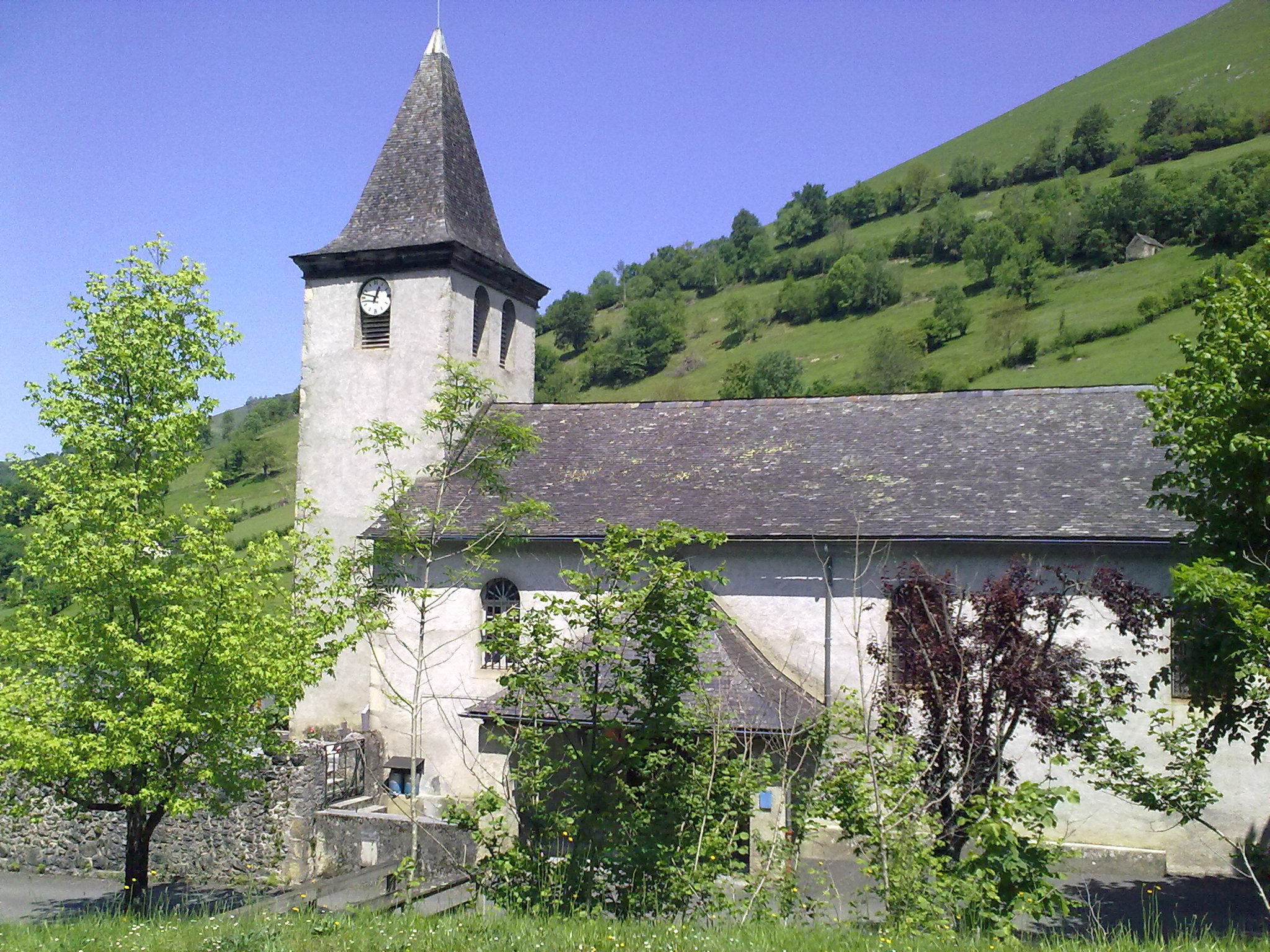
Церковь Св. Исидора
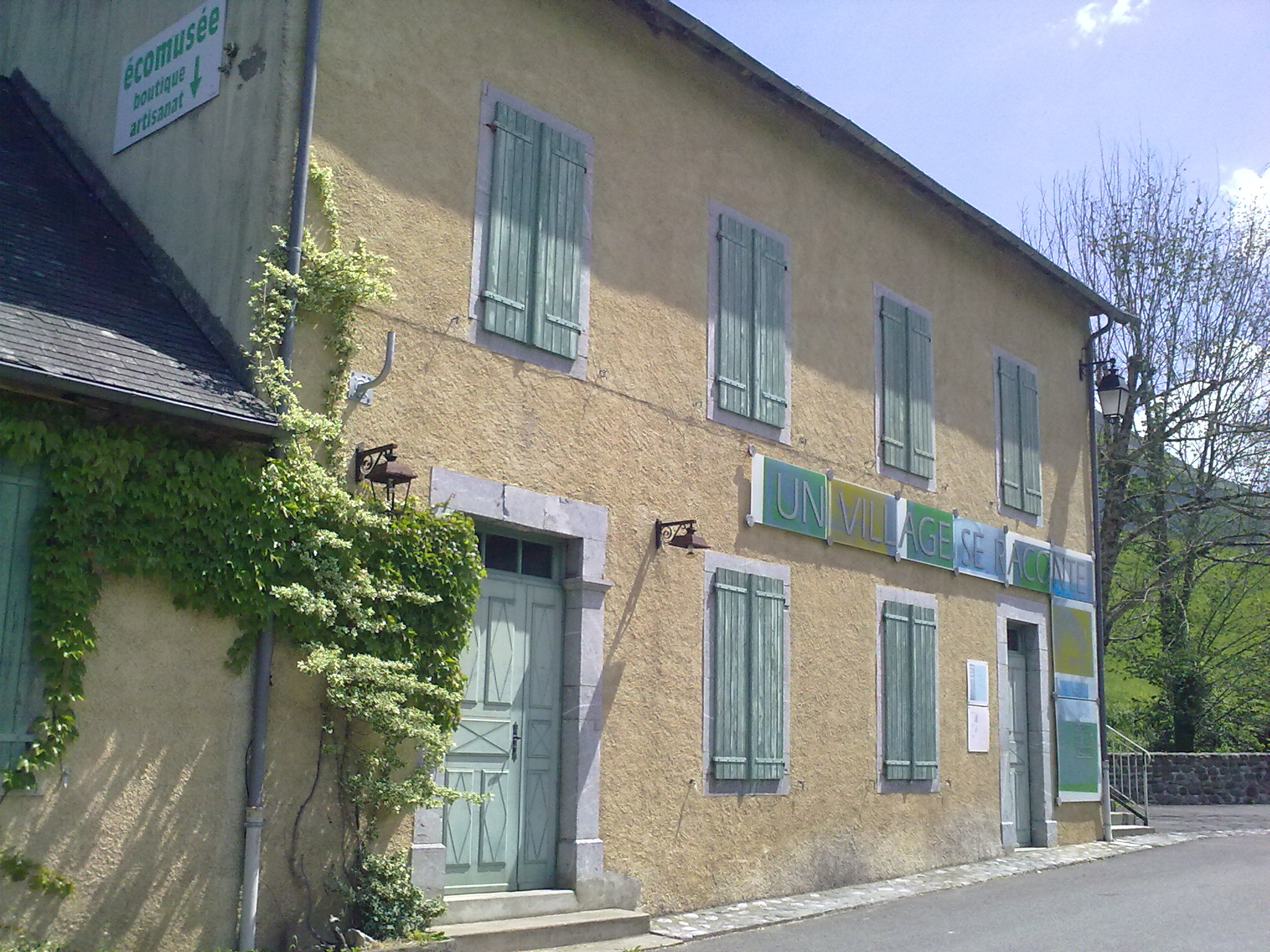
Экомузей
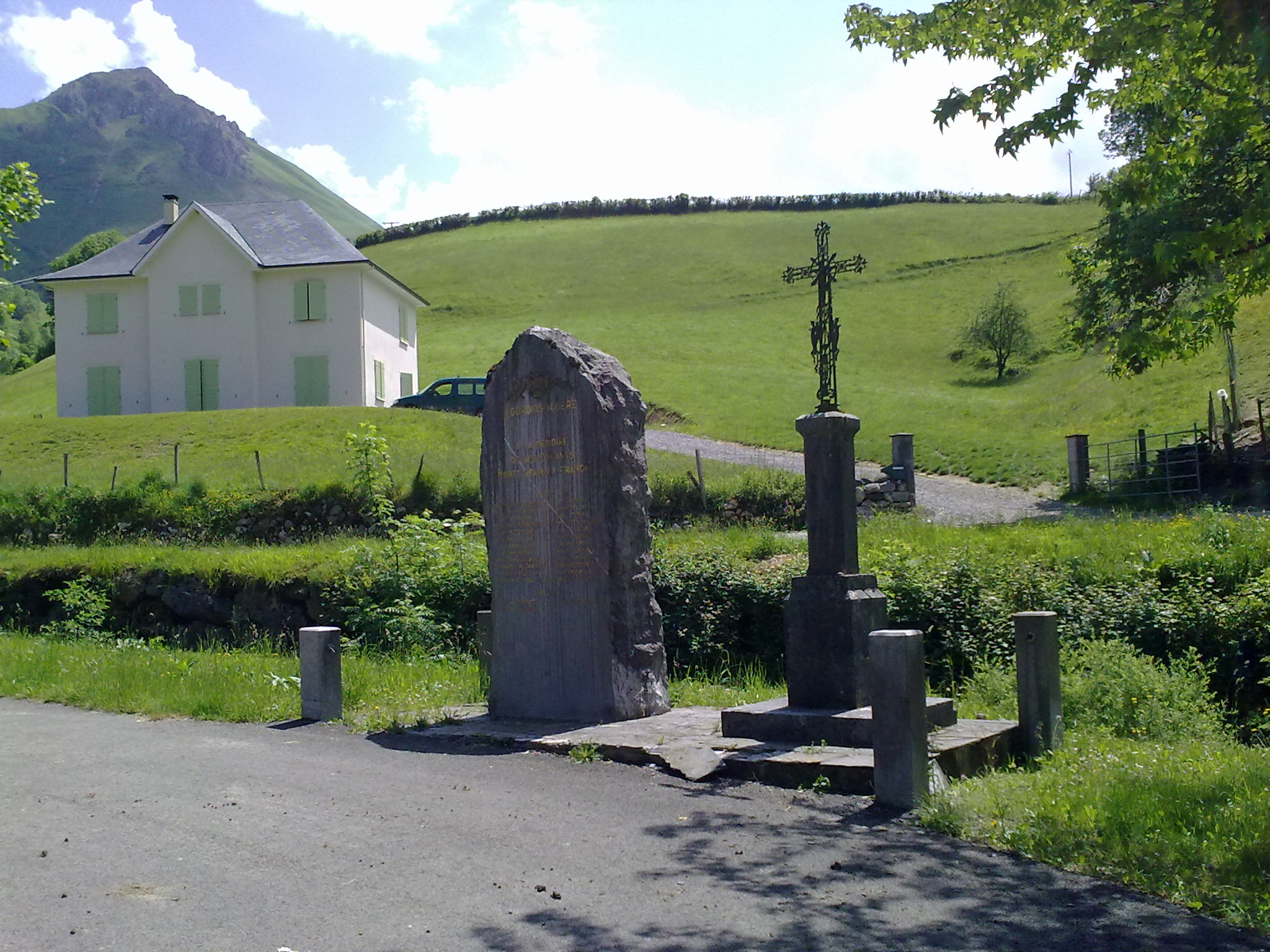
Военный мемориал
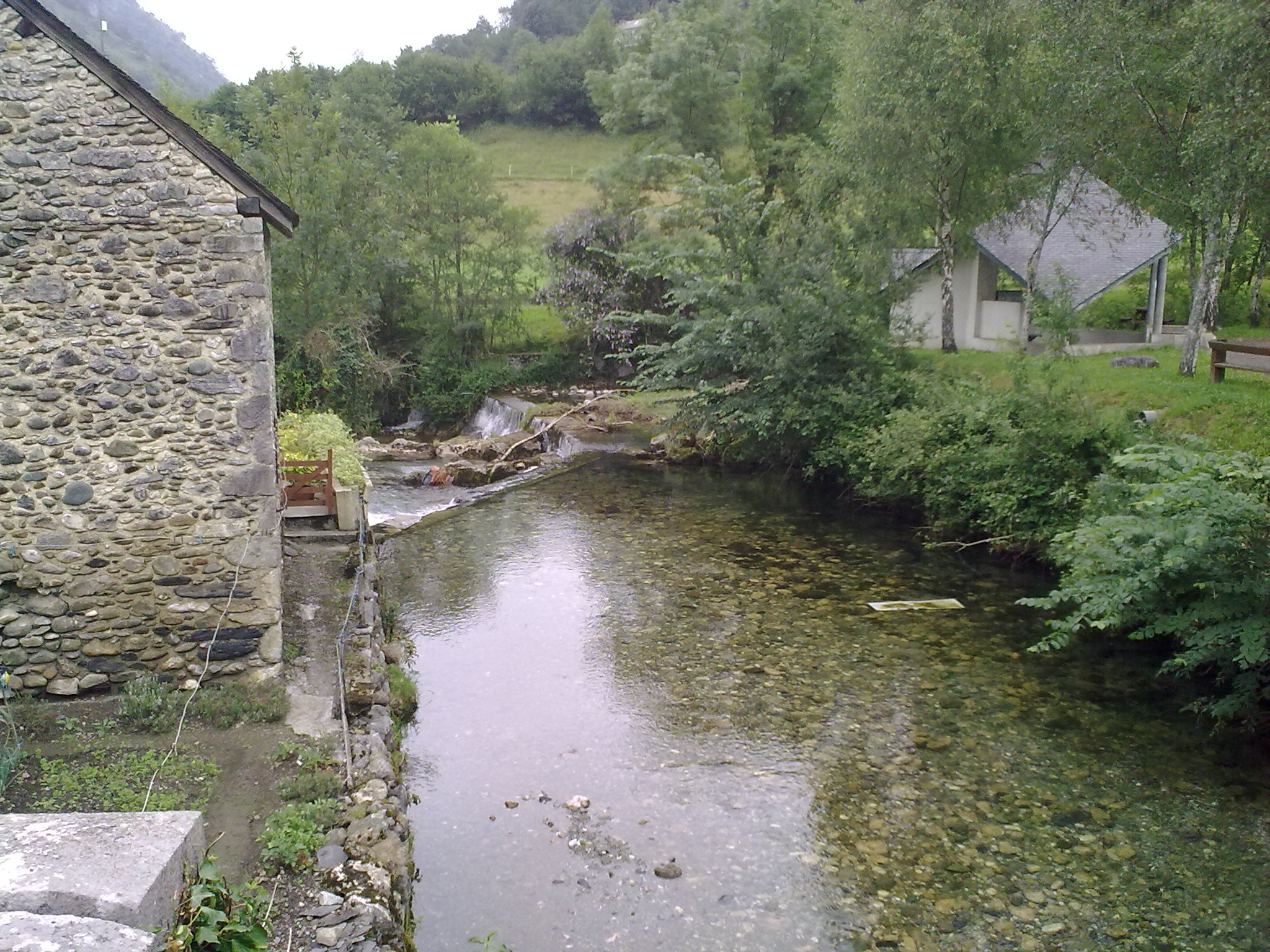
Река Гав-де-Лурдьос